# 餘燼 (電影)
《餘燼》是2024年上映的臺灣犯罪片，由鍾孟宏執導、編劇，張震、莫子儀、許瑋甯、金士傑、劉冠廷、鮑起靜、陳以文、王柏傑、李銘忠、鄭平君主演。電影透過一名刑警與一位調查父親真正死因的兒子的經歷，探索台灣白色恐怖時期不為人知的故事。電影於2024年11月15日在台灣院線上映，在第61屆金馬獎中獲得五項提名。

## 故事大綱
2006年，一名刑警在調查兩起互相關聯的謀殺案時，發現受害者的父親在白色恐怖時期的1956年加入讀書會，被扣上共諜罪名。調查過程中，刑警邂逅一位食品廠老闆，對方也在追尋父親離奇死亡的真相。

## 演員
- 張震 飾 張振澤，南京第二分局刑警小隊長
- 莫子儀 飾 莫子凡，食品工廠大老闆、慈善家；另分飾 莫聲遠，醫生，莫子凡的父親，於白色恐怖時期遭槍決
- 許瑋甯 飾 許小姐，許士節的女兒
- 金士傑 飾 許士節，遼寧人，隨國民政府遷臺，於白色恐怖時期擔任特務
- 劉冠廷 飾 小蔡
- 鮑起靜 飾 張媽媽，張振澤的母親，當年為香港僑生
- 陳以文 飾 陳隊長，張振澤的上司
- 王柏傑 飾 黃春生，原為警察，後因遭誣陷涉「電玩貪瀆案」，而轉任法警，綽號「巴黎先生」
- 李銘忠 飾 趙之亮（安東尼奧·趙）
- 黃瀞怡 飾 莫媽媽，莫子凡的母親，當年於丈夫遭處決後，前往認屍
- 鄒暟澐 飾 幼時莫子凡
- 馬志翔 飾 田智翔（小甜甜）
- 侯彥西 飾 侯慶宇（小侯）
- 周震宇 飾 上官明棋
- 楊謹華 飾 上官夫人
- 張大星 飾 馬邦國
- 鄭平君 飾 陳星茂
- 巫建和 飾 巫建成
- 劉亮佐 飾 屠檢察官
- 張少懷 飾 小張
- 張志勇 飾 審問員

## 製片
2021年9月，在《好萊塢報導》的專訪中，剛剛完成《瀑布》的導演鍾孟宏表示正在籌備一部聚焦台灣歷史及政治狀況的電影，劇本正在創作中，預計在2022年夏季開拍。作為個人第七部長片，鍾孟宏表示《餘燼》是他執導作品中最具挑戰性的一部，拍攝時間長，取景地橫跨台灣各地，也到美國取景拍攝。
整體拍攝於2023年8月結束，張震、陳以文、金士傑、劉冠廷、莫子儀加盟劇組。首支預告片於2024年9月13日釋出，許瑋甯、鮑起靜、王柏傑、李銘忠確認擔綱主演。同月，黃瀞怡宣佈加盟。

## 發行
電影於2024年11月15日在台灣院線上映。

## 獎項與提名
| 年份 | 大獎         | 獎項             | 提名者                     | 結果 | 參考   |
| ---- | ------------ | ---------------- | -------------------------- | ---- | ------ |
| 2024 | 第61屆金馬獎 | 最佳男主角       | 張震                       | 提名 | [ 11 ] |
| 2024 | 第61屆金馬獎 | 最佳男配角       | 莫子儀                     | 提名 | [ 11 ] |
| 2024 | 第61屆金馬獎 | 最佳美術設計     | 趙思豪                     | 提名 | [ 11 ] |
| 2024 | 第61屆金馬獎 | 最佳造型設計     | 許力文                     | 提名 | [ 11 ] |
| 2024 | 第61屆金馬獎 | 最佳原創電影歌曲 | 〈北方來的人〉             | 提名 | [ 11 ] |
| 2024 | 第61屆金馬獎 | 最佳原創電影歌曲 | 作詞：鍾孟宏               | 提名 | [ 11 ] |
| 2024 | 第61屆金馬獎 | 最佳原創電影歌曲 | 作曲：盧律銘               | 提名 | [ 11 ] |
| 2024 | 第61屆金馬獎 | 最佳原創電影歌曲 | 演唱：拉縴人少年兒童合唱團 | 提名 | [ 11 ] |

## 外部連結
- 互联网电影数据库（IMDb）上《餘燼》的资料（英文）
- 豆瓣电影上《餘燼》的資料 （简体中文）
- 时光网上《餘燼》的資料（简体中文）
- 開眼電影網上《餘燼》的資料（繁體中文）